# Eupterote cinnamomea
Eupterote cinnamomea är en fjärilsart som beskrevs av Moore 1884. Eupterote cinnamomea ingår i släktet Eupterote och familjen Eupterotidae. Inga underarter finns listade i Catalogue of Life.